# Argemone pleiacantha
Argemone pleiacantha Greene – gatunek rośliny z rodziny makowatych (Papaveraceae Juss.). Występuje naturalnie w południowej części Stanów Zjednoczonych (w środkowo-zachodniej i południowo-wschodniej Arizonie oraz południowo-zachodnim Nowym Meksyku) i w Meksyku (w stanach Chihuahua i Sonora). 

## Morfologia
PokrójRoślina jednoroczna lub bylina dorastająca do 50–120 cm wysokości. Łodyga jest mniej lub bardziej kolczasta.
LiścieSą pierzasto-klapowane, kolczaste.
KwiatyPłatki mają białą barwę i osiągają do 40–60 mm długości. Kwiaty mają około 150 wolnych pręcików o czerwonych lub żółtych nitkach. Zalążnia zawiera 3 lub 4 owocolistki.
OwoceTorebki o kształcie od jajowatego do elipsoidalnego. Są pokryte kolcami. Osiągają 25–45 mm długości i 10–16 mm szerokości.

## Biologia i ekologia
Rośnie na równinach. Występuje na wysokości od 800 do 2200 m n.p.m.

## Zmienność
W obrębie tego gatunku oprócz podgatunku nominatywnego wyróżniono dwa podgatunki:
- Argemone pleiacantha subsp. ambigua Ownbey
- Argemone pleiacantha subsp. pinnatisecta Ownbey